# アメリカン・クライム
『アメリカン・クライム』（An American Crime）は、2007年公開のアメリカ映画。

## 概要
ガートルード・バニシェフスキーによる惨殺事件の真相を描いた犯罪・ドラマ映画。なお、同事件を扱った映画に『隣の家の少女』がある。

## キャスト
| 役名                           | 俳優                           | 日本語吹替   |
| ------------------------------ | ------------------------------ | ------------ |
| シルヴィア・ライケンス         | エレン・ペイジ                 | 立花かおる   |
| ジェニー・ライケンス           | ヘイリー・マクファーランド     | うえだ星子   |
| レスター・ライケンス           | ニック・サーシー               |              |
| ベティ・ライケンス             | ロミー・ローズモント           |              |
| ガートルード・バニシェフスキー | キャサリン・キーナー           | 八十川真由野 |
| ポーラ・バニシェフスキー       | アリ・グレイナー               | 宇乃音亜季   |
| ステファニー・バニシェフスキー | スカウト・テイラー＝コンプトン |              |
| ジョニー・バニシェフスキー     | トリスタン・ジャレッド         |              |
| シャーリー・バニシェフスキー   | ハンナ・リー・ドウォルキン     |              |
| 検察官                         | ブラッドリー・ウィットフォード | 滝知史       |
| ビル・コリアー牧師             | マイケル・オキーフ             |              |
| マリー・バニシェフスキー       | カーリー・ウェスターマン       |              |
| ホープ・オーバック             | ミッシェル・ベネシュ           |              |
| ドイル夫人                     | パトリシア・プレイス           |              |
| ドイル氏                       | カルビン・キート               |              |
| コイ・ハバード                 | ジェレミー・サンプター         |              |
| アンディ                       | ジェームズ・フランコ           | 杉山大       |
| ブラッドリー                   | ブライアン・ジェラティ         |              |
| パティ                         | チャニング・ニコルス           |              |
| マリー                         | エリザ・ディーン               |              |
| テディ                         | マイケル・ウェルチ             |              |
| リッキー・ホッブズ             | エヴァン・ピーターズ           |              |
| サリー                         | エミー・ファーガソン           |              |
| エリック                       | スコット・リーヴス             |              |
| ウォーターズ巡査               | ウィリアム・カーター           |              |
| ベイリフ                       | エドワード・ジェームス・ゲイジ |              |
| 犬                             | クマ                           |              |

- その他の声の吹き替え：榊原奈緒子／高橋まゆこ／亀岡真美／木下紗華／田内裕一／原田晃／永木貴依子／田坂浩樹／八木かおり／前野智昭／河野裕／新田万紀子／三上哲